# Feidong
Feidong is een stad en een arrondissement in de prefectuur Hefei in de Chinese provincie Anhui. Bij de volkstelling van 2020 had de stad zelf 601.520 inwoners, het arrondissement had 884.792 inwoners. Feidong is een voorstad van de miljoenenstad Hefei.